# Zeria
Genre
Synonymes
- Solpugarda Roewer, 1933
- Solpugorna Roewer, 1933

Zeria est un genre de solifuges de la famille des Solpugidae.

## Distribution
Les espèces de ce genre se rencontrent en Afrique.

## Liste des espèces
Selon Solifuges of the World (version 1.0) :
- Zeria adunca (Roewer, 1933)
- Zeria albistriata (Roewer, 1933)
- Zeria angolana (Frade, 1940)
- Zeria antelopicornis (Lawrence, 1929)
- Zeria atra (Roewer, 1933)
- Zeria atrisoma (Roewer, 1933)
- Zeria boehmi (Kraepelin, 1899)
- Zeria caffra (Pocock, 1897)
- Zeria capitulata (Karsch, 1885)
- Zeria carli (Roewer, 1933)
- Zeria celeripes (Hirst, 1911)
- Zeria davidi (Schenkel, 1932)
- Zeria farimia (Roewer, 1933)
- Zeria ferox (Pocock, 1895)
- Zeria fordi (Hirst, 1907)
- Zeria funksoni (Birula, 1915)
- Zeria fusca (C. L. Koch, 1842)
- Zeria glabricornis (Lawrence, 1928)
- Zeria greta (Roewer, 1933)
- Zeria incerta (Frade, 1940)
- Zeria kapangana (Benoit, 1960)
- Zeria keyserlingi (Pocock, 1895)
- Zeria kraepelini (Roewer, 1933)
- Zeria langheldi (Roewer, 1933)
- Zeria lawrencei (Roewer, 1933)
- Zeria lethalis (C. L. Koch, 1842)
- Zeria lobatula (Roewer, 1933)
- Zeria loveridgei (Hewitt, 1925)
- Zeria merope (Simon, 1879)
- Zeria meruensis (Tullgren, 1907)
- Zeria monteiri (Pocock, 1895)
- Zeria nasuta (Karsch, 1880)
- Zeria neumanni (Kraepelin, 1903)
- Zeria niassa (Karsch, 1880)
- Zeria nigrescens (Pocock, 1895)
- Zeria obliqua (Roewer, 1933)
- Zeria obscura (Kraepelin, 1899)
- Zeria orthoceras (Roewer, 1933)
- Zeria paludicola (Pocock, 1895)
- Zeria parkinsoni (Pocock, 1897)
- Zeria persephone Simon, 1879
- Zeria recta (Hewitt, 1919)
- Zeria rhodesiana (Hirst, 1911)
- Zeria sagittaria (Pocock, 1900)
- Zeria schlechteri (Purcell, 1899)
- Zeria schoenlandi (Pocock, 1900)
- Zeria schoutedeni (Roewer, 1954)
- Zeria schweinfurthi (Karsch, 1880)
- Zeria sericea (Pocock, 1897)
- Zeria serraticornis (Purcell, 1899)
- Zeria spiralicornis (Purcell, 1903)
- Zeria strepsiceros (Kraepelin, 1899)
- Zeria striata (Kraepelin, 1914)
- Zeria sulfuripilosa (Roewer, 1933)
- Zeria toppini (Hirst, 1916)
- Zeria umbonata (Roewer, 1933)
- Zeria vansoni (Lawrence, 1935)
- Zeria venator (Pocock, 1897)
- Zeria wabonica (Roewer, 1933)
- Zeria zebrina (Pocock, 1898)

## Publication originale
- Simon, 1879 : Essai d'une classification des Galéodes, remarques synonymiques et description d'espèces nouvelles ou mal connues. Annales de la Société Entomologique de France, sér. 5, vol. 9, p. 93–154 (texte intégral).